# Sensuella Isabella
"Sensuella Isabella" är en sång av Tomas Ledin från 1981. Den utgavs som singel mellan albumen Korten på bordet (1980) och Gränslös (1982). När Gränslös gavs ut på CD 1992 medföljde "Sensuella Isabella" som bonuslåt, liksom B-sidan "Kom lite närmare".
Låten spelades in i Polar Studios i Stockholm med Ledin och Leif Mases som producent. Benny Andersson spelar keyboards på titelspåret. Bland övriga medverkande finns förutom Ledin också Rutger Gunnarsson på bas och Åke Sundqvist på trummor.
"Sensuella Isabella" har senare inkluderats på flera andra live- och samlingsalbum av Ledin: En galen kväll (1985), Ett samlingsalbum (1990), nämnda nyutgåva av Gränslös (1992), Festen har börjat (2001), I sommarnattens ljus (2003), Ledin Live 2006 (2006). Den har också spelats in av andra artister: av Vocal Six på albumet Why Dance? (1994) och av Lena Philipsson i den andra säsongen av TV-programmet Så mycket bättre.

## Låtlista
1. "Sensuella Isabella" – 3:40
2. "Kom lite närmare" – 4:04

## Listplaceringar
| Lista (1981) | Topplacering |
| ------------ | ------------ |
| Sverige      | 4            |

## Medverkande
- Benny Andersson – keyboards
- Rutger Gunnarsson – bas
- Tomas Ledin – producent, sång, gitarr, keyboards
- Leif Mases – tekniker, producent
- Åke Sundqvist – trummor

### Fotnoter
1. 1 2  ”Tomas Ledin”. Svensk mediedatabas. http://smdb.kb.se/catalog/search?q=Tomas+Ledin+year%3A1970-1979&sort=OLDEST. Läst 15 januari 2013.
2. ↑  ”Sensuella Isabella”. Discogs.com. http://www.discogs.com/Tomas-Ledin-Sensuella-Isabella/release/1833552. Läst 15 januari 2013.
3. ↑  Placeringar på den svenska singellistan